# Aluar
Aluar Aluminio Argentino S.A.I.C. (Aluar) ist ein argentinischer Aluminiumerzeuger mit Sitz in Buenos Aires. Im Jahr 2020 betrug die maximale Produktionskapazität des Unternehmens 460.000 Tonnen Aluminium, tatsächlich wurden im Geschäftsjahr 2019 über 425.000 Tonnen Aluminiumprodukte hergestellt. Der Hauptproduktionsstandort Aluars befindet sich in Puerto Madryn. Insgesamt verfügt Aluar in Puerto Madryn über 784 Elektrolysebecken zur Aluminiumgewinnung und verbraucht jährlich rund 850.000 Tonnen Aluminiumoxid und 180.000 Tonnen Koks. Das Unternehmen weist eine Exportquote von rund 70 % auf und exportiert seine Produkte hauptsächlich in die Vereinigten Staaten und nach Mexiko. In einem Weiterverarbeitungswerk in Abasto, einer Ortschaft in der Provinz Buenos Aires, werden Aluminiumprofile, beispielsweise für Fassadenverkleidungen, extrudiert. Das dortige Werk besitzt eine Produktionskapazität von 35.000 Tonnen pro Jahr.

## Stromversorgung

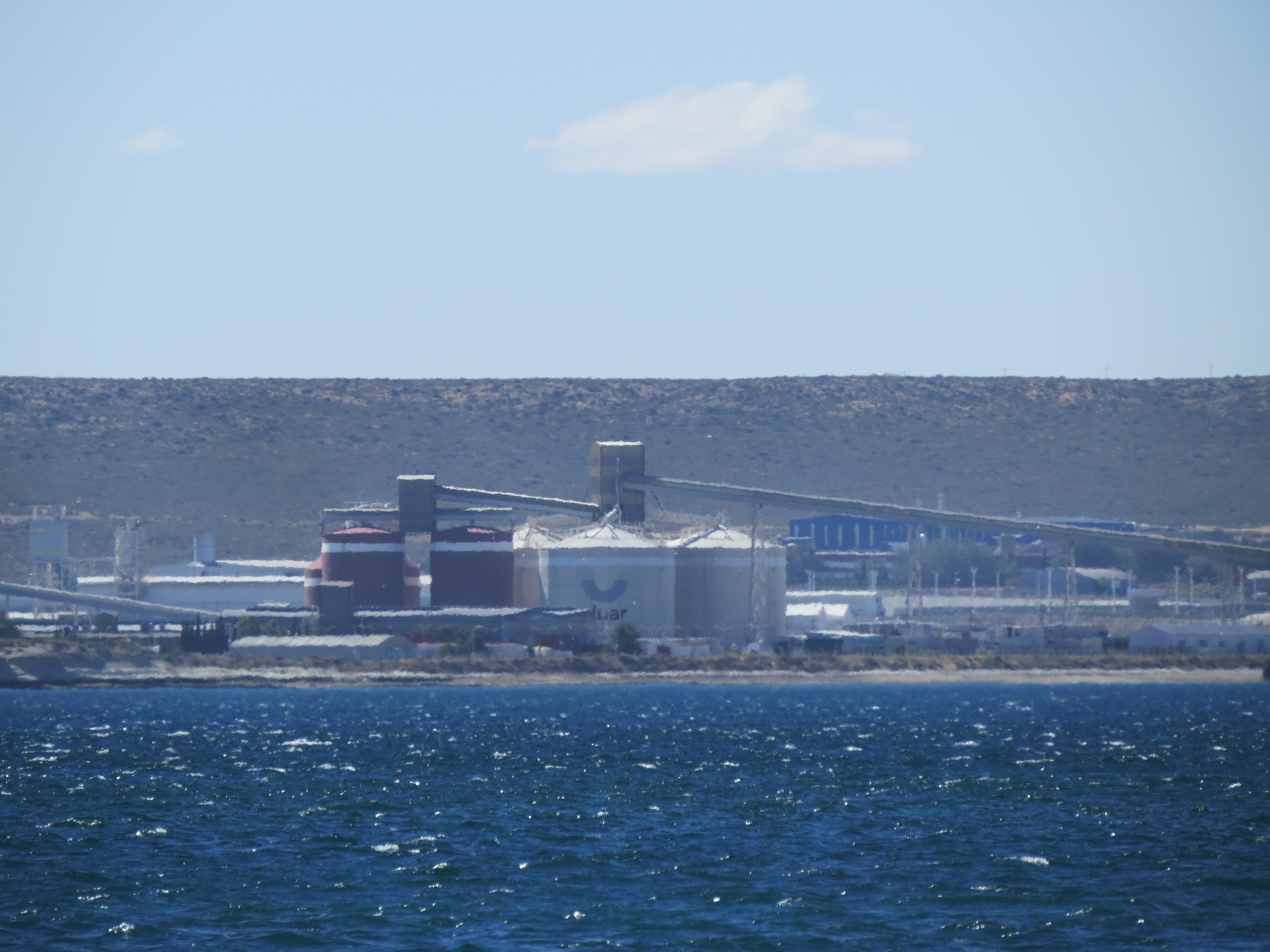
Aluar-Werk in Puerto Madryn

Die Stromversorgung der Aluminiumhütte in Puerto Madryn wird mit Stand April 2023 durch zwei Kraftwerke und einen Windpark gewährleistet.
Die Talsperre Futaleufú und das zugehörige Wasserkraftwerk mit einer installierten Leistung von 472 (bzw. 560) MW wurden in den 1970er Jahren für die Stromversorgung der Aluminiumhütte errichtet. Im Jahr 1995 erwarb Aluar 59 % der Aktien des Eigentümers Hidroeléctrica Futaleufú S.A.; heute liegt der Anteil bei 60,2 %. Darüber hinaus ist Aluar mit 20,4 % an dem regionalen Übertragungsnetzbetreiber TRANSPA S.A. beteiligt; dieses Unternehmen betreibt auch die beiden 550 km langen 330-kV-Leitungen, die das Kraftwerk Futaleufú mit der Aluminiumhütte verbinden.
Auf dem Werksgelände der Aluminiumhütte befindet sich das Kraftwerk Aluar mit einer installierten Leistung von 740 (bzw. 760) MW; das Kraftwerk besteht aus zwei GuD-Blöcken sowie sechs einzelnen Gasturbinen.
Der Windpark Aluar El Llano, der sich ca. 20 km nordöstlich der Aluminiumhütte befindet, soll bis Ende 2023 um 18 Windkraftanlagen erweitert werden; die installierte Leistung soll dadurch von 165 MW auf 246 MW ansteigen.